# Tetraonyx octomaculata
Tetraonyx octomaculata is een keversoort uit de familie van oliekevers (Meloidae). De wetenschappelijke naam van de soort is voor het eerst geldig gepubliceerd in 1805 door Latreille.